# Rendibilitat del capital
La rendibilitat del capital (ROC), o la rendibilitat del capital invertit (en anglès, return of invested capital o ROIC), és una ràtio utilitzada en finances, valoració i comptabilitat, com a mesura de la rendibilitat i el potencial de creació de valor de les empreses en relació amb la quantitat de capital invertit pels accionistes i altres titulars de deutes. Indica l'efectivitat d'una empresa a l'hora de convertir el capital en beneficis.
La ràtio es calcula dividint el benefici d'explotació després d'impostos (NOPAT) pel valor comptable mitjà del capital invertit (IC).

## Fórmula de retorn del capital invertit
{\displaystyle ROIC={\frac {\textrm {NOPAT}}{\textrm {MitjanadeCapitalInvertit}}}}
Hi ha tres components principals d'aquesta mesura que val la pena destacar:
- Si bé les ràtios com ara el rendiment del patrimoni net i el rendiment dels actius fan servir els ingressos nets com a numerador, el ROIC utilitza els ingressos nets d'explotació després d'impostos (NOPAT), el que significa que les despeses (ingressos) després d'impostos de les activitats de finançament s'afegeixen a (deduïts de) ingressos nets.
- Tot i que molts càlculs financers utilitzen el valor de mercat en lloc del valor comptable (per exemple, calculant les ràtios de deute a capital o calculant les ponderacions del cost mitjà ponderat del capital (WACC)), el ROIC utilitza els valors comptables del capital invertit com a denominador. Aquest procediment es fa perquè, a diferència dels valors de mercat que reflecteixen les expectatives futures en mercats eficients, els valors comptables reflecteixen més de prop la quantitat de capital inicial invertit per generar un rendiment.
- El denominador representa el valor mitjà del capital invertit més que el valor de final d'any. Això es deu al fet que el NOPAT representa una suma de fluxos monetaris, mentre que el valor del capital invertit canvia cada dia (per exemple, el capital invertit el 31 de desembre podria ser un 30% inferior al capital invertit el 30 de desembre). Com que la mitjana exacta és difícil de calcular, sovint s'estima prenent la mitjana entre l'IC (capital invertit, en anglès invested capital) al començament de l'any i l'IC al final de l'any.

Alguns professionals fan un ajust addicional a la fórmula per afegir els càrrecs de depreciació, amortització i esgotament al numerador. Com que aquests càrrecs es consideren "despeses no en efectiu" que sovint s'inclouen com a part de les despeses d'explotació, es diu que la pràctica d'afegir-los de nou reflecteix més de prop la rendibilitat en efectiu d'una empresa durant un període determinat. Tanmateix, altres poden argumentar que aquests càrrecs no efectius haurien de romandre fora de la fórmula, ja que reflecteixen la disminució de la vida útil de determinats actius en el denominador.

## Relació amb WACC
Com que la teoria financera estableix que el valor d'una inversió està determinat tant per la quantitat com pel risc dels seus fluxos d'efectiu esperats per a un inversor, val la pena assenyalar el ROIC i la seva relació amb el cost mitjà ponderat del capital (en anglès, weighted average cost of capital o WACC).
El cost del capital és el rendiment esperat dels inversors per assumir el risc que els fluxos d'efectiu projectats d'una inversió es desviïn de les expectatives. Es diu que per a les inversions en les quals els fluxos d'efectiu futurs són cada vegada menys certs, els inversors racionals requereixen taxes de rendiment cada cop més elevades com a compensació per assumir graus de risc més alts. En finances corporatives, el WACC és una mesura habitual de la rendibilitat mitjana ponderada mínima esperada de tots els inversors d'una empresa donada el risc dels seus futurs fluxos d'efectiu.
Com que es diu que el rendiment del capital invertit mesura la capacitat d'una empresa per generar un rendiment del seu capital, i com que es diu que el WACC mesura el rendiment mínim esperat que demanen els proveïdors de capital de l'empresa, de vegades es fa referència a la diferència entre el ROIC i el WACC com a "excés de rendibilitat" o "benefici econòmic" d'una empresa.